# Gymnopilus ornatulus
Gymnopilus ornatulus là một loài nấm thuộc họ Cortinariaceae.